# Шиклі
Шиклі (італ. Scicli, сиц. Scicli) — муніципалітет в Італії, у регіоні Сицилія,  провінція Рагуза.
Шиклі розташоване на відстані близько 600 км на південь від Рима, 190 км на південний схід від Палермо, 16 км на південь від Рагузи.
Населення — 27 100 осіб (2014).

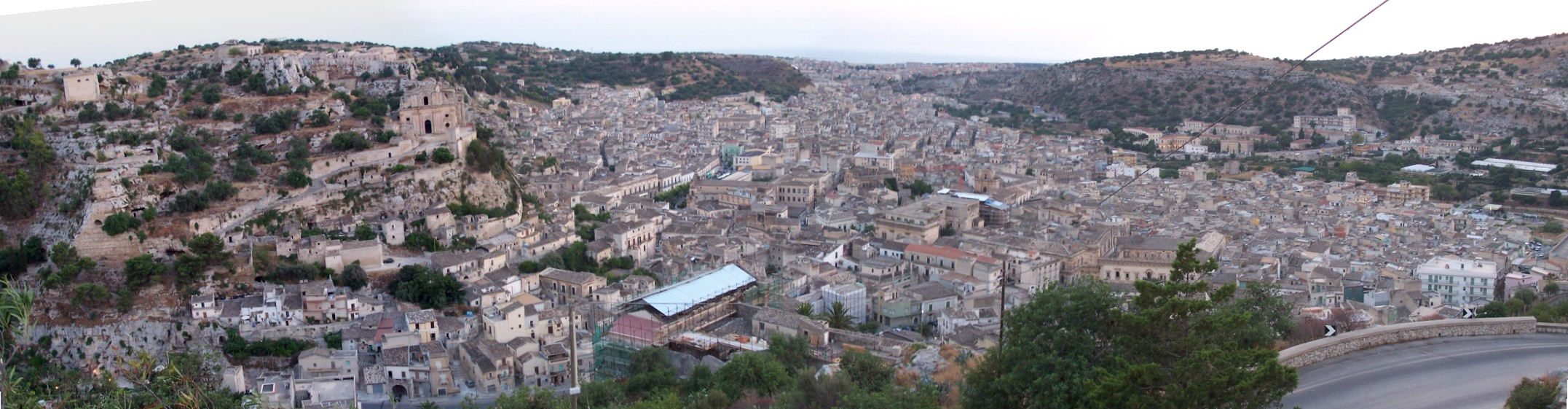

Щорічний фестиваль відбувається останньої суботи травня. Покровитель — San Guglielmo di Noto, penitente.

## Демографія
Населення за роками:

Станом на 1 січня 2023 року в муніципалітеті офіційно проживало 2505 іноземців з 57 країн, серед них 299 громадян країн Євросоюзу та 32 громадяни України.

## Сусідні муніципалітети
- Модіка
- Рагуза